# Verdens mindste artister
|  | Denne artikel er oprettet af botten PalnaBot ud fra en ekstern database. Den kan derfor have sproglige fejl eller mangler. Denne skabelon kan fjernes efter kontrol af indholdet. |

Verdens mindste artister er en film instrueret af Børge Høst.

## Handling
Blandt forlystelserne i Københavns Tivoli fandtes i en årrække et loppecirkus, efter sigende det sidste i verden. Inden loppecirkuset lukkede sine porte for sidste gang ved udgangen af sæsonen 1965, blev denne reportagefilm optaget om det kuriøse etablissement og dets artister, deres oplæring, deres affødning og deres optræden.